# Messraster
Ein Messraster ist die regelmäßige, flächendeckende Anlage von Messpunkten auf der Erdoberfläche oder an technischen Objekten, um danach eine räumlich genaue Analyse oder Modellierung des untersuchten Objekts vornehmen zu können.
Die geo- bzw. topografisch regelmäßige Verteilung der Messpunkte über den zu untersuchenden Bereich (Rasterung) erfolgt bei Messungen an der Erdoberfläche (z. B. für Geophysik oder Bodenkunde) meist in einem Rechteck- oder Quadratraster, vorzugsweise in Nord-Süd- und Ost-West-Richtung. Dies hat mehrere Vorteile:
1. Die Auswertung der Messprofile kann eindimensional (1D) in beiden Richtungen erfolgen
2. oder integriert werden in ein zweidimensionales Modell (2D)
3. eine Anordnung der Punkte nach den Himmelsrichtungen erleichtert die Analyse, wenn die geografischen Koordinaten benachbarter Messpunkte (Gauß-Krüger-Koordinaten x, y) oder geodätische Breite und Länge (B, L) in einer Dimension dieselben sind.

Bei technischen Objekten – z. B. Maschinen-Anlagen, Gebäudefassaden, Staumauern oder Kfz-Karosserien – ist die Rasterung nach typischen Eigenschaften des Objekts vorzunehmen – z. B. als Netz von Längs- und Querprofilen oder horizontal/vertikal.
Auch ein digitales Geländemodell hat die Struktur eines Rechteck- oder Quadratrasters. Nur sind die Daten (Höhen der Rasterpunkte) keine Primärdaten, sondern repräsentative Mittelwerte der Geländehöhen der einzelnen Rastervierecke.